# 凱馬內拉
凱馬內拉（西班牙語：Caimanera）是古巴的城鎮，属關塔那摩省，面積366平方公里，海拔高度5米，2004年人口調查總數為10,562人，人口密度為每平方公里28.9人。它是一个渔村，港口位于关塔那摩湾的西海岸，处在美国海军基地的北边，省会关塔那摩的南边。